# Berrya boivinii
Berrya boivinii är en malvaväxtart som först beskrevs av Henri Ernest Baillon, och fick sitt nu gällande namn av André Joseph Guillaume Henri Kostermans. Berrya boivinii ingår i släktet Berrya och familjen malvaväxter. Inga underarter finns listade i Catalogue of Life.